# Philodromus californicus
Philodromus californicus är en spindelart som beskrevs av Eugen von Keyserling 1884. Philodromus californicus ingår i släktet Philodromus och familjen snabblöparspindlar. Inga underarter finns listade i Catalogue of Life.